# Études rurales
Études rurales è una rivista scientifica francese di sociologia rurale e antropologia culturale, i cui contenuti sono incentrati sugli studi dei differenti aspetti della ruralità nel mondo.

## Presentazione
Fondata nel 1961 da Isac Chiva, Georges Duby e Daniel Faucher. Denominata, in passato, Études rurales : revue trimestrielle d'histoire, géographie, sociologie et économie des campagnes, la rivista è divenuta semestrale nel 2006. 
La pubblicazione avviene per le Éditions de l'École des hautes études en sciences sociales (EHESS). L'edizione web è contraddistinta dall'ISSN 1777-537X; quella cartacea dal codice ISSN 0014-2182